# Episodi di Volevo fare la rockstar (prima stagione)
La prima stagione della serie televisiva italiana Volevo fare la rockstar, composta da 12 episodi, è stata trasmessa in prima visione su Rai 2 ogni mercoledì dal 30 ottobre (giorno in cui è stata resa interamente disponibile sulla piattaforma streaming RaiPlay) al 4 dicembre 2019, con due episodi alla volta per sei prime serate.
| nº | Titolo                            | Prima TV         |
| -- | --------------------------------- | ---------------- |
| 1  | Buon compleanno Olly              | 30 ottobre 2019  |
| 2  | Il burrone                        | 30 ottobre 2019  |
| 3  | Cose da fare prima dei 30         | 6 novembre 2019  |
| 4  | Il drago                          | 6 novembre 2019  |
| 5  | Gente coi bozzi                   | 13 novembre 2019 |
| 6  | Il club degli innamorati          | 13 novembre 2019 |
| 7  | Tabù                              | 20 novembre 2019 |
| 8  | Quella cosa che non si scorda mai | 20 novembre 2019 |
| 9  | Presente!                         | 27 novembre 2019 |
| 10 | Scelte difficili                  | 27 novembre 2019 |
| 11 | Confusione                        | 4 dicembre 2019  |
| 12 | La tribù                          | 4 dicembre 2019  |

## Buon compleanno Olly
- Diretto da: Matteo Oleotto
- Scritto da: Alessandro Sermoneta, Andrea Agnello, Daniela Gambaro e Matteo Visconti

### Trama
Olivia Mazzuccato, o semplicemente Olly (come la chiamano gli amici) vive nella città di Caselonghe insieme alle sue figlie, le gemelle Emma e Viola (del cui padre non si conosce l'identità, dato che Olly ha sempre mantenuto il riserbo fin da quando rimase incinta a 16 anni), e il fratello minore Eros, un liceale di 17 anni immaturo, che frequenta cattive compagnie e che, soprattutto, nasconde a tutti la sua omosessualità: infatti, ha segretamente una relazione con Antonio, carabiniere nonché fidanzato di Vanessa, la sua migliore amica e compagna di classe. Olly conduce una vita frenetica con pochi svaghi, è costretta a fare due lavori per mantenere le figlie: di giorno in un piccolo supermercato, e di notte in un pub. Quando era giovane desiderava diventare una rockstar di successo e amava suonare insieme ai suoi due migliori amici Daniela (ora veterinaria) e Fulvio (ora prete della chiesa locale), insieme ai quali aveva formato il gruppo Takabrighe.
Il primo giorno di scuola delle gemelle coincide con il 27º compleanno della loro mamma. Emma e Viola litigano con Maurizio, fratello minore di Antonio e  bullo della scuola. Invece Eros è nei guai con Vera, una criminale alla quale deve dei soldi, ma fortunatamente Antonio lo salva prima che la faccenda diventi pericolosa. Calata la notte Olly, Emma e Viola si dirigono al pub dove Eros, Antonio, Fulvio, Vanessa e Daniela le organizzano una festa a sorpresa; Eros regala alla sorella il vecchio basso con cui in passato suonava ma che aveva venduto. Al pub arriva anche Francesco, un uomo appena giunto da Milano, il quale rimane subito affascinato da Olly. Daniela regala all'amica un abito da sera portandola in un night club, dove Olly scorge Daniela intenta ad avere un rapporto sessuale nel bagno con un uomo appena conosciuto; durante il tragitto verso casa le due incrociano Francesco, e Daniela incoraggia Olly a farsi avanti con lui dato che la ragazza sembra provare un po' di attrazione nei suoi confronti, e anche perché è da anni che Olly non sta insieme a un uomo, avendo problemi e complessi nei confronti delle relazioni di coppia. Olly e Francesco si mettono a parlare, poi lei cerca di baciarlo, ma Francesco non vuole approfittarsi di lei dato che è un po' ubriaca; Olly si mette a vomitare e Francesco gentilmente la riaccompagna a casa. 
Il giorno dopo, mentre sono a scuola, Emma e Viola vengono a sapere che non studieranno nella stessa classe. Olly, alla guida del furgone delle consegne, ancora stanca per i festeggiamenti della notte precedente, si addormenta al volante e finisce fuori strada: ne sussegue un pericoloso incidente e Olly, in un'esperienza tra la vita e la morte, immagina di vedere il suo funerale durante il quale è presente anche il suo defunto padre; inoltre Olly saluta le sue figlie promettendo a entrambe che sarà il padre a prendersi cura di loro. Olly viene ricoverata in ospedale e la clinica chiama al telefono il suo parente più prossimo, ovvero la madre Nadia, una ex alcolista che da tempo non vive più con i suoi figli, ma che ora è felice e che vede questo avvenimento come una seconda possibilità per ricostruire un rapporto con i suoi figli, benché Eros non sia minimamente felice di rivederla.
- Ascolti: telespettatori 1 426 000 – share 5,55%[3].

## Il burrone
- Diretto da: Matteo Oleotto
- Scritto da: Alessandro Sermoneta, Andrea Agnello, Daniela Gambaro e Matteo Visconti

### Trama
Nonostante il dissenso del fratello, Olly decide di riaccogliere Nadia a casa loro, così potrà aiutarla con le bambine, a differenza di Eros. Maurizio umilia Emma davanti a tutta la scuola leggendo il tema che lei aveva scritto sulla sua famiglia, dove raccontava di come Olly fosse rimasta incinta delle gemelle tramite l'inseminazione artificiale da un donatore anonimo (infatti questa è la bugia che Olly ha sempre raccontato alle figlie per evitare di rivelare l'identità del padre); a quel punto, Viola lo picchia e si guadagna una settimana di sospensione. Nadia torna a vivere nella sua vecchia casa e in breve si guadagna la simpatia delle nipoti, alle quali racconta di come la loro casa appartenga alla famiglia da generazioni: infatti, in precedenza era di proprietà della madre di Nadia, che la regalò al marito quando si sposarono. 
In seguito all'incidente, Olly viene tenuta in osservazione dallo psichiatra dell'ospedale, il dottor Giovanni Trevi, il quale in breve capisce che lei si sente intrappolata in una vita poco appagante e che a dispetto dell'amore che prova per Emma e Viola, c'è una parte di lei che vorrebbe essere più libera e meno soffocata dalle responsabilità quotidiane; le consiglia dunque una valvola di sfogo, ovvero scrivere i suoi pensieri su un blog (che Olly chiama Volevo fare la rockstar), dato che lei non può nemmeno permettersi di andare in terapia. Francesco, saputo dell'incidente, le compra dei fiori e va a trovarla in ospedale, ma vedendola con Giovanni getta i fiori nella spazzatura e se ne va. Giovanni (convinto che l'inesistente vita sentimentale Olly sia dovuta a un suo blocco psicologico) ci prova spudoratamente con lei, gesto che la ragazza trova inappropriato. 
Con dei flashback si apprende che Olly, quando scoprì di essere incinta, era intenzionata ad abortire tanto da prendere appuntamento in un consultorio: fu Nadia a convincerla a tenere le bambine, anche se dopo qualche anno lasciò i figli e le nipoti per scappare con un venditore di prodotti di bellezza (infatti sono stati i nonni di Olly e Eros a prendersi cura di loro). Nadia chiede a Viola di non fare parola con Olly della sua sospensione per non preoccuparla. Eros torna a casa a tarda ora, completamente ubriaco; Nadia dorme con il figlio, ma così facendo si dimentica delle nipoti: Emma, che soffre di sonnambulismo, esce di casa e riprende coscienza ritrovandosi sola nel bosco; raggiunta la strada, viene quasi investita da Francesco, che la riporta a casa propria, e infine Antonio la riporta dalla sua famiglia. Dimessa dall'ospedale, Olly è furibonda con sua madre dopo aver appreso della sospensione di Viola, non le perdona il suo egoistico desiderio di riallacciare un rapporto con Eros e le rimprovera di aver ha perso di vista le bambine, quindi la caccia via di casa. Al supermercato il capo di Olly  le spiega che ha deciso di venderlo a un nuovo proprietario, e la ragazza scopre che il nuovo titolare è proprio Francesco, il quale è altrettanto sorpreso nell'apprendere che ora Olly lavora alle sue dipendenze.
- Ascolti: telespettatori 1 933 000 – share 8,19%[3].

## Cose da fare prima dei 30
- Diretto da: Matteo Oleotto
- Scritto da: Alessandro Sermoneta, Giacomo Bisanti e Matteo Visconti

### Trama
Olly si rende conto di non aver raggiunto nemmeno uno dei traguardi che si era prefissata ai tempi dell'adolescenza, quindi va in uno studio di registrazione a provare come ai tempi della gioventù insieme a Daniela e Fulvio. Con la minaccia di mandarlo a lavorare in una fattoria, Olly costringe Eros a tornare a scuola facendogli promettere che entro gennaio avrebbe ottenuto in pagella solo sufficienze; Eros conosce la sua nuova compagna di classe Martina, figlia ingenua di Francesco, che stringe subito amicizia con Vanessa e che sente subito attrazione nei riguardi di Eros, il quale vede in lei la possibilità di migliorare la media dei suoi voti, progettando perciò di farla innamorare di lui. Francesco, preso in simpatia dai dipendenti dato che cerca di innovare l'ambiente lavorativo con lo shelf marketing, tormenta Olly; la ragazza matura l'idea che Francesco sia arrabbiato con lei per l'imbarazzante scena in ospedale con Giovanni, ma lui le spiega che il motivo per cui l'ha presa in antipatia è perché non mette serietà nel lavoro, oltre al fatto che si presenta sempre in ritardo e ruba i prodotti scaduti.
La titolare dello studio di registrazione è Elena Moras, ex musicista per la quale Olly e Daniela provavano grande ammirazione da adolescenti; ascoltando il loro pezzo, Elena afferma che hanno del talento e che forse potrebbero incidere un album, ma che prima dovranno versare un capitale di 2 500 euro di tasca loro. In seguito all'incidente col furgone, gli assistenti sociali telefonano a Olly per fare un'ispezione e controllare se va tutto bene nel contesto familiare. Francesco scopre che il precedente proprietario del supermercato lo ha truffato avendo occultato i numerosi debiti dell'attività, lasciandogli un supermercato già in bolletta; Francesco si consulta con un avvocato, il quale gli spiega che nel contratto d'acquisto c'è una piccola clausola che non prevede garanzia sulle passività pregresse, e come se non bastasse deve rimediare ai danni causati da Olly con il furgone a causa dell'incidente. Francesco, per rimettere in sesto l'attività, vede solo due alternative: o licenziare un suo dipendente, o chiedere un finanziamento alla banca; la seconda opzione però è quella più rischiosa, perché è già consapevole di non essere capace di ripagare un eventuale prestito. Olly decide di aiutare Francesco licenziandosi, cosa che rappresenta anche un pretesto per concentrarsi sulla sua carriera di musicista, ma Daniela e Fulvio trovano assurda l'idea di tornare a suonare e infatti decidono di lasciar perdere. 
I voti di Viola stanno peggiorando e le sue compagne di classe sono sempre cattive con lei; Cesare, l'insegnante di ginnastica, capendo che lei è vittima di bullismo, la convince a entrare nella squadra di rugby della scuola con la promessa che convincerà gli insegnanti a rimandarla nella classe di Emma, e Viola accetta anche se dovrà fare squadra con Maurizio, il quale ha ancora il naso rotto in seguito al pestaggio da parte di lei. Nonostante gli iniziali litigi, Maurizio si scusa con lei, spiegandole che sua madre è sulla bocca di tutti in città poiché da anni la gente si chiede chi sia il padre delle gemelle. Olly, trovati i soldi necessari per il capitale, ascolta una conversazione tra Elena e due uomini che avrebbero dovuto sostituire i suoi amici, scoprendo che vuole solo truffarla per scroccarle del denaro con la falsa promessa del successo; delusa, avendo capito che il suo sogno di diventare una musicista non si realizzerà mai perché ormai appartiene al passato, decide di vendere il basso. Emma confessa a Viola di aver sempre saputo che quella dell'inseminazione artificiale era solo una bugia, e che a differenza sua non è mai stata interessata a sapere chi sia loro padre. Olly dorme con le figlie e, alla richiesta di Viola di rivelare l'identità del padre, la ragazza racconta un'altra bugia, ovvero che si trattava di un australiano di cui non ricorda il nome e che la mise incinta in seguito all'avventura di una notte; quando Olly chiede loro se desiderano avere un padre, le gemelle le rispondono che hanno bisogno solo di lei. Cesare mantiene la promessa e Viola viene trasferita nella classe di Emma.
- Ascolti: telespettatori 1 447 000 – share 5,65%[4].

## Il drago
- Diretto da: Matteo Oleotto
- Scritto da: Alessandro Sermoneta, Giacomo Bisanti e Matteo Visconti

### Trama
Olly ha paura che le vengano portate via le sue bambine, infatti Antonio la mette in guardia sul fatto che Magda, la vecchia assistente sociale, la conosceva fin da piccola e quindi è sempre stata di manica larga con lei, mentre la sua nuova sostituta, Fabrizia Gabella, ha già disposto l'allontanamento di un minore dalla sua famiglia, ed è famosa per i suoi modi severi e intransigenti; ora che Olly si è licenziata dal supermercato si guadagna da vivere con lavori in nero, dunque Antonio le suggerisce di trovarsi un lavoro che possa metterla in regola. Martina sorprende Eros a leggere il suo diario nella speranza di scoprire qualche segreto sulla ragazza così da manipolarla, così lo schiaffeggia davanti a tutti gli studenti. Da quando Viola gioca a rugby lei e Maurizio iniziano ad andare più d'accordo, e Olly ha modo di conoscere Cesare dopo averlo sorpreso completamento nudo nello spogliatoio della scuola. Francesco cerca di nasconderlo, ma si sente in colpa per il licenziamento di Olly, tra l'altro riceve la visita di un suo vecchio amico, Mancuso. Olly riesce a trovare un lavoro in regola come cameriera in un ristorante giapponese di Trieste, nel quale è presente una sala riservata (chiamata Sala del Loto) dove i clienti mangiano il cibo sopra i corpi nudi delle cameriere; la proprietaria propone a Olly di prendervi parte dato che le mance sono molto alte.
Eros odia vedere Antonio insieme a Vanessa, ma quest'ultima crede ingenuamente che l'amico sia innamorato di Martina, perciò la esorta a farsi avanti con lui; in effetti Eros e Martina capiscono di avere molto in comune: entrambi hanno delle famiglie problematiche, ad esempio Olly ed Eros hanno perso il padre, mentre Martina è orfana della madre. Emma scopre che la nonna lavora come giardiniera nella villa di proprietà di Nice Zignoni, moglie di un amministratore bancario gravemente malato; la bambina non trova giusto che tutti siano cattivi con Nadia (la quale le racconta alcuni dei suoi sbagli nel periodo in cui faceva uso di cocaina) e, scoperto che dorme nell'auto di un suo amico, la invita a venire a dormire nel capanno degli attrezzi di casa loro, cosa che la porta a litigare con la madre e lo zio. Mancuso porta Francesco a cenare nel ristorante dove lavora Olly, e proprio nella Sala del Loto; già a disagio, Francesco vede una cameriera di spalle spogliarsi e, dando per scontato che fosse Olly, cerca di portarla via di lì finendo col fare a pugni con uno dei buttafuori. Francesco, cacciato dal ristorante, scopre che quella cameriera non era Olly, la quale si era rifiutata di servire in quella sala e che viene licenziata.
Olly e la sua famiglia ricevono la visita dell'assistente sociale. Le preoccupazioni di Olly si rivelano infondate dato che Gabella si mostra soddisfatta sia di Olly che dei suoi parenti, spiegandole che ci sono famiglie molto più problematiche della loro; inoltre, proprio Francesco ha avvertito Gabella di aver riassunto Olly al supermercato, e che dunque è nuovamente una lavoratrice in regola. Olly è piuttosto invidiosa della donna, la quale è bella e giovane come lei, ma al contrario è realizzata nel lavoro, sta per avere un bambino e ha un compagno premuroso e affascinante; lei fa capire a Olly che il problema è che vede sé stessa ancora come una ragazza madre, ma la verità è che ora è una donna. Emma va a trovare Nadia al lavoro, entrando di nascosto nella libreria della villa; rimanendo affascinata dai libri ne ruba uno, ignorando che Nice la tiene d'occhio con la videocamera. Nice viene informata dal direttore della banca del marito che hanno accordato un prestito a Francesco per riassumere Olly e far quadrare il budget (sebbene Francesco abbia già capito di avere poche possibilità di estinguere il debito dati i tassi d'interesse fin troppo alti). Cesare manda un SMS a Olly invitando lei e le bambine a vedere una partita di rugby.
- Ascolti: telespettatori 1 570 000 – share 7,66%[4].

## Gente coi bozzi
- Diretto da: Matteo Oleotto
- Scritto da: Alessandro Sermoneta, Giacomo Bisanti e Matteo Visconti

### Trama
Quando Francesco entra in chiesa, parlandoci Fulvio comprende che l'uomo si sta innamorando di Olly e che vuole confrontarsi con lui perché è amico della ragazza. Fulvio però lo mette in guardia: Olly è dovuta crescere troppo velocemente per potersi prendere cura delle figlie, ora più che mai dovrà commettere degli sbagli, e gli domanda se ha la forza di accettarlo. Martina chiede a Eros di uscire con lei, mentre Olly porta Viola a vedere la partita di rugby di Cesare. Quest'ultimo invita Olly a cena e lei porta con sé le gemelle (infatti avendo timore di uscire con un uomo si "nasconde" dietro le figlie); Cesare comunque è molto gentile con le bambine, e confessa a Olly che è innamorato di lei dai tempi del liceo ma che, essendo stato in sovrappeso, non ha mai avuto il coraggio di rivolgerle la parola. Martina esorta Eros a dare a Nadia una seconda possibilità, specialmente ora che vive con loro. Eros continua a esserle ostile, mentre Martina ne rimane subito affascinata trovandola gentile e interessante; purtroppo però, quando Nadia la mette davanti ai suoi problemi (avendo capito subito che Martina ha un disordine alimentare, forse iniziato dopo la morte della madre), la ragazza si arrabbia, e il giorno seguente a scuola bacia Eros.
Alice, una compagna di classe di Viola, la invita a casa sua a un pigiama party, ma in realtà le tende una trappola: si appropria di una lettere d'amore che aveva scritto per Cesare, e la pubblica online mettendola in ridicolo davanti a tutta la scuola; Emma e Maurizio costringono poi Alice a cancellare la lettera. Olly scopre da Nice che Francesco ha chiesto un prestito alla banca, e questo la mette in agitazione sapendo che ha poche probabilità di estinguere il debito; quando Nice le spiega che Francesco avrebbe potuto fare a meno del prestito licenziando un suo impiegato, Olly comprende che si è indebitato con la banca per riassumerla. Apprezzando il gesto, Olly e gli altri impiegati del supermercato decidono di fare un favore a Francesco creando un altro dipendente, fittizio, che non necessita quindi di essere stipendiato, con falsi orari di lavoro; quindi Olly e gli altri rinunceranno a qualche turno di paga.
Emma entra nuovamente di nascosto nella biblioteca della villa di Nice per rimettere a posto il libro che aveva preso l'altra volta, ma poi si confronta con la donna, la quale aveva sempre saputo che lei si era appropriata del libro. Emma le spiega che lo aveva solo preso in prestito e che è rimasta affascinata da tutti quei libri, molto rari tra cui anche prime edizioni. Nice le dà il permesso di leggere tutti i libri che vuole, ma a patto che lo faccia lì, senza portarli via. Olly va a casa di Cesare i due si baciano, venendo interrotti da Viola (pure lei era andata a trovare Cesare), che e scappa via sentendosi tradita dalla madre.
- Ascolti: telespettatori 1 609 000 – share 6,5%[5].

## Il club degli innamorati
- Diretto da: Matteo Oleotto
- Scritto da: Alessandro Sermoneta, Giacomo Bisanti e Matteo Visconti

### Trama
Viola, che si è presa una cotta per il suo insegnante, insulta pesantemente la madre e le impone di non frequentarlo più, ma Olly non intende assecondare questo suo capriccio ritenendo di meritarsi un po' di felicità; Daniela trascorre la giornata con le gemelle per consentire a Olly e Cesare di stare soli ma, a causa di un impegno, le lascia in compagnia di Francesco. Intanto Eros e Martina sono diventati una coppia e passano la giornata tra le montagne slovene insieme a Vanessa e Antonio. A casa di Olly arrivano alcuni agenti immobiliare che le mostrano un atto di cessione nel quale suo nonno materno Primo, legittimo proprietario della casa, l'avrebbe ceduta in presenza di un notaio a una certa Dora. Nadia e Olly vanno a trovare Primo alla casa di riposo, trovandolo burbero, volgare e rabbioso, ancora in pessimi rapporti con la figlia la quale gli ha sempre procurato delusioni, e ostile anche verso la nipote non avendola perdonata per essere rimasta incinta a soli 16 anni; le due capiscono che Dora, l'infermiera di Primo, si è servita dell'innamoramento dell'anziano truffandolo per far intestare a lei la proprietà della casa con la complicità del notaio: apparentemente lo ha convinto a fare testamento lasciando la casa alle nipoti dopo la sua morte, ma in realtà a sua insaputa il notaio ha fatto intestare la casa a Dora.
Eros, Antonio, Vanessa e Martina fanno escursione tra le montagne raggiungendo le grotte, ma dato che le ragazze non vogliono addentrarsi lì, Eros e Antonio ci vanno da soli amoreggiando indisturbati. Francesco e le bambine si divertono andando per negozi, poi quando Viola gli rivela la ragione dei suoi dissapori con la madre, Francesco le fa capire che lei si è presa una cotta per Cesare unicamente perché lui le ha dato delle attenzioni, in quanto Viola ha sempre sentito la mancanza di una figura paterna. A Cesare viene un'idea per aiutare Olly grazie al suo migliore amico, uno psichiatra che potrebbe invalidare il contratto tramite la circonvenzione di incapace con una falsa perizia psichiatrica dove viene attestato che Primo non è in grado di intendere e volere. Cesare porta Olly dal suo amico che si rivela essere Giovanni, il quale continua a corteggiarla a dispetto del fatto che lei esce con il suo migliore amico, facendo appello al fatto che lei e Cesare in fondo non stanno ancora ufficialmente insieme.
Francesco scopre che Mancuso vuole aprire un centro commerciale con ampi parcheggi e cinema, dunque se già è un problema per Francesco che il supermercato è indebitato con la banca, le cose peggioreranno ora che Mancuso gli porterà via i clienti. Giovanni accetta di aiutare Olly con una falsa perizia psichiatrica, ma Primo si rifiuta di umiliarsi così; Nadia per la prima volta mostra sensibilità nei riguardi di suo padre, capendo che l'affetto che nutriva per Dora era sincero e che lei lo ha ripagato con le menzogne, e sebbene Primo continui a odiare la figlia, decide di prestarsi al piano di Olly e Giovanni, e presenziando dinanzi al notaio con la perizia psichiatrica invalidano il contratto. Sebbene Olly, per amore di Viola, avesse deciso di lasciare Cesare, la figlia ritorna sui suoi passi e dà a sua madre il permesso di frequentarsi con lui; Olly finalmente inizia ad apprezzare sua madre, il cui aiuto è stato indispensabile per salvare la casa.
- Ascolti: telespettatori 1 533 000 – share 7,82%[5].

## Tabù
- Diretto da: Matteo Oleotto
- Scritto da: Alessandro Sermoneta, Giacomo Bisanti e Matteo Visconti

### Trama
Olly e Cesare, benché stiano insieme già da un po', non hanno ancora fatto sesso, e ogni volta che sono vicino a farlo entrambi cercano scuse per tirarsi indietro. Grazie all'aiuto di Martina la media scolastica di Eros è migliorata, anche se Antonio è geloso nel vederli insieme, ma Eros sottolinea che la sta solo usando per mantenere la sufficienza. Continuando a frequentare la villa di Nice, Emma scopre che il marito di Nice versa in uno stato semicosciente, e la donna non si fa problemi a dirle che loro due non si sono mai amati; l'unica cosa che li teneva uniti era il figlio, che è scappato di casa più di dieci anni fa. Francesco va da un suo vecchio amico, il quale conservava la sua vecchia moto, e i due la rimettono a nuovo. Martina riceve per posta una bella notizia: è stata accettata in un prestigioso istituto in Canada, ma non è più sicura di volerci andare visto che sta bene insieme a Eros.
Giovanni procura un lavoro a Olly in un convegno di psichiatria, poi le dà dell'acqua dal sapore amaro facendole credere di averla drogata; senza più controllarsi, la ragazza sale sul tetto dell'edificio venendo raggiunta da Giovanni, il quale le fa capire che lei è schiava delle sue paure supponendo che il motivo per cui sta insieme a Cesare è dovuto al fatto che lui rappresenta la scelta più sicura; infine le confessa di non aver messo nessuna droga nell'acqua, ma solo sali minerali, sperando che questo espediente la aiutasse a sciogliersi e aprirsi. Martina, che è ancora vergine, vorrebbe fare per la prima volta l'amore con Eros, ancora ignara del fatto che lui non è minimamente attratto dalle ragazze. Daniela inizia a provare dei sentimenti per Francesco, specialmente dopo che Olly le ha fatto notare che, malgrado vada a letto con tanti uomini, non è capace di costruire un legame amoroso con nessuno di loro.
Cesare confessa a Olly di essere vergine, non avendo mai superato i suoi complessi nei confronti del suo corpo in quanto da adolescente era sovrappeso. Al pub Olly viene raggiunta da Giovanni, il quale le spiega che proprio per via dei problemi che Cesare ha nei confronti del sesso, ha sempre frequentato donne che lo facevano sentire a disagio con sé stesso. Alla fine Olly e Giovanni fanno sesso, ma lui contatta Cesare chiedendogli di raggiungerli con l'intenzione di dirgli ciò che hanno appena fatto. Giovanni, giocando a carte scoperte, ammette di non provare nessun interesse per Olly: voleva solo confermare quello che già sospettava, ovvero che lei è una donna volubile, e quindi non adatta a Cesare. Quando arriva Cesare, quest'ultimo colpisce Giovanni con un pugno (reazione che lui aveva già previsto); Giovanni è convinto che tra qualche giorno Cesare si riconcilierà con lui, al contrario però non perdonerà mai Olly, che ritiene "fuori dai giochi". Olly, prendendo atto di aver sbagliato trova consolazione nell'amicizia di Francesco. Emma e Viola trovano una foto della loro mamma antecedente alla gravidanza, con sul retro un messaggio d'amore scritto in italiano e, intuendo che è stato loro padre a scriverlo, comprendono che probabilmente non è australiano e che dunque Olly ha raccontato a entrambe un'altra bugia.
- Ascolti: telespettatori 1 297 000 – share 5,19%[6].

## Quella cosa che non si scorda mai
- Diretto da: Matteo Oleotto
- Scritto da: Alessandro Sermoneta, Giacomo Bisanti e Matteo Visconti

### Trama
Ora che tra Olly e Cesare è finita, quest'ultimo ha chiesto il trasferimento non volendo più insegnare lì. Francesco spiega a Olly che a breve il supermercato chiuderà non essendo in grado di ripagare il prestito alla banca, e che lui e Martina lasceranno Caselonghe per tornare a Milano; Olly scopre che la ragione per cui il supermercato sta per fallire è perché il precedente proprietario aveva troppi debitori; i due viaggiano per Gorizia facendo tappa da ogni cliente, ma nessuno è in grado di saldare il debito, offrendo al massimo soltanto prodotti alimentari. In effetti a Olly e Francesco viene in mente un'idea: trasformare il supermercato in uno spaccio bio, vendendo prodotti online oltre al punto vendita a Caselonghe, in quanto sembra un business remunerativo. In un momento di confidenza, Francesco racconta a Olly che lui ha un passato da delinquente, che la ex moglie Mara lo tradiva in continuazione finché non lasciò lui e Martina, ma che quando si ammalò di cancro tornò da loro non volendo morire sola; Francesco la riaccolse in casa, ma Mara morì quando Martina aveva solo otto anni, e da allora Francesco mise la testa a posto diventando un uomo onesto per il bene della figlia. Quando Francesco le chiede chi è il padre delle gemelle, Olly decide di sorvolare sull'argomento. I due vanno nella casa di un altro cliente trovandolo morto, vecchio e completamente solo; Olly trova molto denaro nascosto nel frigorifero (evidentemente acquisito in nero), abbastanza da ripagare il debito con la banca, ma Francesco si rifiuta di usare soldi che non gli appartengono, anche perché se indagassero lui finirebbe nei guai.
Con dei flashback si ripercorrono gli eventi che portarono alla gravidanza di Olly: lei conobbe un ragazzo di nome Vittorio, frequentandosi di nascosto per mesi dato che la madre di Vittorio non avrebbe mai approvato la sua relazione con la ragazza; Olly lo lasciò quando scoprì che aveva già un'altra fidanzata, ma dopo un po' di tempo si rincontrarono e, travolti dalla passione, fecero l'amore. Vittorio desiderava partire per Londra, ma per Olly sembrava disposto ad accantonare il suo sogno; tuttavia, il giorno in cui Olly scoprì di essere incinta, Vittorio venne a trovarla nella sua camera da letto, ma quando arrivò Primo fu costretto a nascondersi nell'armadio, e quando successivamente Olly tornò nella sua camera scoprì che Vittorio era già andato via, lasciandole un biglietto dove scriveva che aveva deciso di partire. Olly non aveva avuto il tempo di informarlo della gravidanza.
Benché Eros non abbia più bisogno di Martina ora che la sua media scolastica è migliorata, è ugualmente triste all'idea che lei torni a Milano, e decide quindi di portarla in Slovenia alla casa di riposa dove si trova il nonno, il quale prende in simpatia la ragazza; Eros e Martina partecipano a un percorso a ostacoli ottenendo come premio un soggiorno gratis in un albergo durante il quale i due tentano di avere un rapporto sessuale senza riuscirci; Martina crede che sia colpa sua, ma Eros le spiega che è lui ad avere un problema, avendo passato tanto tempo a sentirsi inadeguato, imparando a mentire e a odiare gli altri, poi le dice che lei è la cosa migliore che gli sia mai capitata e si scambiano un abbraccio. Emma porta Viola nella villa di Nice; Viola non capisce per quale motivo Emma preferisca passare il suo tempo con Nice invece che con lei, ed è proprio Nadia a farle comprendere che Emma è una persona complicata e che ci sono aspetti di lei che la sua famiglia, compresa la gemella, non capiranno mai. Francesco scopre che il debito con la banca è stato saldato: Olly ha dato i soldi a Fulvio, il quale ha pagato la banca tramite la chiesa, visto che nessuno indaga mai sulle donazioni della stessa; Francesco, nonostante non fosse d'accordo nell'usare quel denaro, perdona Olly la quale non voleva che lui lasciasse Caselonghe. Con un ultimo flashback Vittorio, prima di partire per Londra, ruba del denaro mentre sua madre dorme, la quale si scopre essere Nice, che all'insaputa di tutti è la nonna paterna di Emma e Viola.
- Ascolti: telespettatori 1 378 000 – share 6,67%[6].

## Presente
- Diretto da: Matteo Oleotto
- Scritto da: Alessandro Sermoneta, Giacomo Bisanti e Matteo Visconti

### Trama
Durante un picnic con Viola, Francesco, Fulvio e Daniela, quest'ultima confessa a Olly di avere un debole per Francesco; alle due viene in mente di creare un falso profilo chiamato l'ultima moicana per chattare con Francesco (iscritto a un sito di incontri online da Martina) a sua insaputa. Sfogliando un album di foto scolastiche della madre, Viola nota che lei era sempre in compagnia di un ragazzo di nome Gerardo, al quale chiede se è suo padre, ma lui risponde che è impossibile in quanto si trovava a Napoli quando Olly rimase incinta. Eros, volendo bene sia a Martina che a Vanessa, si sente in colpa per tutte le menzogne e i tradimenti ai loro danni, e informa Antonio che intende rivelare a Martina di essere gay; Antonio però non lo prende sul serio in quanto già in passato Eros si era ripromesso di fare coming out con la sorella e il nonno, ma alla fine si tira sempre indietro perché in definitiva è solo un codardo, e queste affermazioni lo fanno arrabbiare.
Chattando con Francesco, Olly capisce di esserne innamorata, anche grazie alle parole di Eros; Francesco chiede all'ultima moicana di vedersi per un appuntamento, al quale dovrà presentarsi Daniela. Eros va a casa di Martina e, quando vede che sulle sue braccia ci sono dei segni da tagli, lei gli rivela che a Milano era vittima di bullismo e che si tagliava in reazione alle cattiverie dei suoi compagni di scuola: questo è il motivo per cui si sono trasferiti a Caselonghe. Eros e Martina fanno sesso, e il ragazzo dimentica nella camera da letto della ragazza la mappa che Antonio gli aveva dato per raggiungere il loro "nido d'amore". Olly inizia a essere gelosa e non le piace l'idea che Daniela esca con Francesco; quest'ultimo e Daniela vanno in una sala bowling e Olly, per tenerli d'occhio, va lì insieme alle gemelle. Dopo che Olly si separa dalle sue figlie, Daniela e Francesco notano la sua presenza e lei con una scusa afferma di aver perso le bambine, quindi Francesco si mette a cercarle. Daniela, consapevole del fatto che quella di Olly era una bugia, pretende una spiegazione, e quando l'amica ammette di amare Francesco decide di mettersi da parte, ma non accorda il suo perdono a Olly la quale pecca sempre di egocentrismo; le spiega che pure lei ha i suoi problemi, infatti ha paura di non riuscire a trovare l'amore dato che è incapace di costruire una relazione funzionale con un uomo. Questi pensieri non la fanno dormire la notte, sottolineando il fatto che da quando Olly è rimasta incinta si è trasformata in una narcisista.
Viola chiede a Emma per quale motivo lei non è minimamente interessata a scoprire chi sia suo padre, ed Emma risponde che non ha mai sentito l'esigenza di scoprire la sua identità, affermando che il motivo per cui sua sorella si è presa una cotta per Cesare (oltre al fatto che ormai è ossessionata all'idea di capire chi sia suo padre) è dovuto al fatto che non si sente bene con sé stessa. Le due vengono alle mani, ma Francesco le trova e le costringe a fare pace. Francesco riaccompagna Olly e le bambine a casa loro, poi confessa a Olly di aver capito che era lei la donna con cui chattava e non Daniela; i due si mettono a litigare, e lui ammette che è solo lei il motivo per cui è rimasto a Caselonghe, dopodiché si baciano e Francesco la porta a casa sua dove fanno l'amore. Il marito di Nice sta morendo quindi lei, seguendo il consiglio di Emma, decide di mettersi in contatto con Vittorio nella speranza che torni a Caselonghe affinché possa dare il suo ultimo saluto al padre.
- Ascolti: telespettatori 1 210 000 – share 4,68%[7].

## Scelte difficili
- Diretto da: Matteo Oleotto
- Scritto da: Alessandro Sermoneta, Giacomo Bisanti e Matteo Visconti

### Trama
Vittorio vive a Londra a casa di una sua amica, conduce una vita squallida e ha contratto un debito di 20 000 sterline con delle persone molto pericolose; quando viene a sapere di suo padre, decide di tornare in Italia. Intanto Olly e Francesco, che ora stanno insieme, sono più felici che mai, anche se Olly affretta troppo le cose chiedendogli di trasferirsi da lei. Martina segue la mappa di Eros e lo scopre in flagrante con Antonio; ferita e umiliata, scappa decidendo di buttarsi da un ponte, ma Eros la raggiunge supplicandola di non fare nessuna stupidaggine, ammette di essere gay e che si è messo con lei solo per migliorare i suoi voti scolastici, aggiungendo però che lei è la sua migliore amica nonché la persona più importante della sua vita. Martina giura che racconterà a tutti la verità, e che solo se si getterà dal ponte e morirà allora il segreto di Eros e Antonio resterà tale. Eros a quel punto decide di non fare nulla ma Martina, che in realtà non ha alcuna intenzione di morire, afferma che non racconterà a nessuno che Eros è gay, e che non vale la pena suicidarsi per uno come lui, il quale era tentato di lasciarla morire solo per mantenere il suo segreto.
Il marito di Nice muore e Vittorio torna a Caselonghe poco dopo; lui e la madre hanno sempre avuto un brutto rapporto, anche a causa del matrimonio infelice di lei, dato che per sposarsi ha dovuto accantonare le sue ambizioni, oltre al fatto che suo marito la tradiva. Vittorio a modo suo ci rimane male per la morte del padre, ma in realtà è tornato a casa solo per liquidare i suoi beni e ricevere la sua parte di eredità; Nice smorza le sue speranze spiegandogli che lei è l'unica intestataria dei beni di suo marito. Eros si confronta con Antonio, il quale ammette che avrebbe preferito che Martina morisse avendo troppa paura del giudizio della sua famiglia e dei suoi colleghi di lavoro nel caso si venga a sapere della sua omosessualità. Eros, disgustato da Antonio e anche da sé stesso, avendo capito per la prima volta quanto loro due siano stati egoisti, lo picchia. Martina decide di andare in Canada, mentendo a Vanessa dicendole semplicemente che Eros l'ha tradita con altre ragazze; Vanessa è arrabbiata con Eros dato che per colpa sua ha dovuto rinunciare a un'amica. Francesco tenta di aggredire Eros visto che è colpa sua se Martina parte, quindi Olly lo invita ad andarsene; Francesco si scusa per come ha agito, ma lei preferisce prendersi una pausa dalla loro relazione. A casa di Nice, Emma conosce Vittorio ignorando che si tratta di suo padre, mentre lui scopre che la bambina è figlia di Olly. Quando Viola confessa alla madre che Emma passa le sue giornate con Nice, Olly nella sua villa e ha modo di rivedere Vittorio, il quale le confessa che non è mai riuscito a diventare un grande musicista a Londra, avendo solo collezionato fallimenti; Olly porta via Emma, non potendo accettare che sia amica di Nice, imponendole di non tornare più da lei e dandole uno schiaffo.
Francesco accetta la partenza di Martina, la quale lo esorta a rimanere a Caselonghe per Olly. Nadia confessa a Eros di aver sempre saputo che lui è gay, aggiungendo che non ha niente di cui vergognarsi, ma questo lo spinge a odiarla ancora di più dato che lo ha abbandonato pur sapendo quanto lui stesse male. Parlando con Olly, Eros sostiene che a dispetto di tutto sono due estranei e che hanno una sola cosa in comune, ovvero l'egoismo. Eros comprende inoltre che, proprio per via del litigio avvenuto tra lui e Francesco, Olly sta solo cercando una scusa per lasciare il fidanzato; guarda Martina mentre parte via, senza trovare il coraggio di salutarla. Olly confessa alla madre che Vittorio è il padre delle gemelle e che si sente in colpa perché, se gli avesse detto di essere incinta, sarebbe rimasto con lei a Caselonghe risparmiandogli tutte le delusioni successive, oltre al fatto che ha proibito alle sue figlie di avere un padre; come se non bastasse, Daniela non le parla più. Emma e Viola origliano l'ultima parte della conversazione dove Olly afferma che il padre delle piccole è proprio sotto il loro naso, e decidono di indagare seriamente sull'identità del padre. Olly va da Francesco, pentita di non aver accettato le sue scuse, e lui cerca di farle capire che deve imparare a essere più razionale e coerente nei suoi comportamenti, in caso contrario la loro relazione non funzionerà mai. Olly si mette in contatto con Vittorio, intenzionata a rivelargli dell'esistenza delle sue figlie.
- Ascolti: telespettatori 1 418 000 – share 6,59%[7].

## Confusione
- Diretto da: Matteo Oleotto
- Scritto da: Alessandro Sermoneta, Giacomo Bisanti e Matteo Visconti

### Trama
Vittorio comunica a Olly l'intenzione di lasciare Caselonghe dopo il funerale del padre; Olly decide di non dirgli la verità riguardo Emma e Viola. Le gemelle capiscono che il padre si trova a Caselonghe e chiedono un consiglio a Maurizio, il quale è dell'opinione che si tratti di un uomo vicino alla famiglia; le gemelle avanzano l'ipotesi che il loro misterioso padre sia Fulvio, e che la ragione per cui non si è mai fatto avanti è per via del fatto che, vista la sua posizione di prete, sarebbe scandaloso se si sapesse che ha avuto due figlie, dopodiché Emma porta Viola nella villa di Nice, facendole conoscere Vittorio. Olly confessa a Daniela che Vittorio è il padre delle bambine, ma che non intende dirglielo, ammettendo di essere possessiva nei riguardi delle gemelle e che non vuole dividerle con nessuno, nemmeno con il loro padre. Daniela capisce che Olly forse è tentata di ritornare con Vittorio, e cerca di farle prendere atto che ai tempi dell'adolescenza aveva sì un debole per Vittorio, ma che lui non ha fatto altro che metterla incinta, che quello che prova per lui non è vero amore, e che se rovinerà le cose con Francesco per colpa di Vittorio commetterà uno sbaglio imperdonabile.
Durante la serata di inaugurazione dello spaccio bio, Antonio propone a Eros di scappare con lui in Slovenia, e nonostante l'iniziale esitazione lui accetta con grande felicità. Anche Vittorio prende parte all'evento, e Olly lo presenta a Francesco come un suo vecchio amico; i due però non vanno molto d'accordo, dato che Vittorio lo provoca affermando che Francesco non è il genere d'uomo adatto a Olly. Arriva anche Daniela, la quale fa pace con Olly organizzando per lei una sorpresa con la collaborazione di Francesco facendola esibire sul palcoscenico; purtroppo però Olly non trova il coraggio di farlo e scappa via. Vittorio, trovando un po' di tempo per stare solo con lei, le domanda se Emma e Viola sono sue figlie, e lei conferma i suoi sospetti. Olly mette subito in chiaro che le ha cresciute lei e che lui non può avanzare nessun diritto; Vittorio le spiega che non intende portargliele via e che non ha nulla da offrire loro visto che non ha un soldo, che passa tutte le sue giornate a bere e che ha perso il suo talento musicale. Vanessa rivela a Eros che lei e Antonio stanno per avere un bambino, essendo incinta di due mesi; Eros comprende che Antonio vuole scappare solo per astenersi dalle sue responsabilità. Francesco consegna a Olly una lettera di dimissioni, non volendo più stare con lei dato che non ha fatto che mentirgli, infatti ha costretto Fulvio con le cattive a rivelargli che Vittorio è il padre delle gemelle; Francesco è indifferente alla cosa, ciò che non accetta è che Olly scelga di essere sempre egoista, affermando che lei è incapace di stare con un uomo.
Emma, Viola e Maurizio salgono sul palco mettendo in imbarazzo Fulvio quando dichiarano davanti a tutti che è il padre delle bambine, ma Olly si arrabbia e chiarisce che Fulvio non è il padre delle gemelle, rimproverando le sue figlie e sostenendo che non è tenuta a informarle dell'identità del padre. Il giorno dopo Eros raggiunge Antonio alla fermata dell'autobus: non ha intenzione di scappare con lui; infatti Antonio è intenzionato a fuggire in Slovenia anche senza di lui, ma Eros non glielo permette avendo avvertito le autorità competenti dato che, come membro dell'Arma dei Carabinieri, non ha il permesso di disertare. Eros non lascerà che Vanessa cresca da sola un bambino avendo visto i sacrifici che ha fatto Olly. Vittorio raggiunge Olly al pub, e i due si mettono a parlare delle gemelle; Vittorio le regala una chitarra e Olly la suona facendogli ascoltare un suo pezzo, poi lo invita a casa sua e lo presenta alle bambine, che finalmente scoprono l'identità del loro papà.
- Ascolti: telespettatori 1 476 000 – share 6%[8].

## La tribù
- Diretto da: Matteo Oleotto
- Scritto da: Alessandro Sermoneta, Giacomo Bisanti e Matteo Visconti

### Trama
Emma e Viola non sono molto entusiaste di Vittorio dato che non lo avevano preso molto in simpatia quando lo avevano conosciuto da Nice; l'unica cosa che le preoccupa è il fatto che Francesco e Olly si sono lasciati, e questo rattrista entrambe. Olly riaccompagna Vittorio a casa, pensando a come sarebbero andate le cose se avesse avuto il coraggio di dirgli che era incinta poiché sembra intenzionato a voler far parte della vita delle sue figlie e a riallacciare la loro relazione. Francesco passa la notte a bere, guidando con la moto sotto la pioggia e finendo col cadere. Vanessa va a casa di Eros e lo affronta: gli spiega che conosce il suo segreto dato che Antonio le ha detto che Eros è gay (raccontandole una versione distorta della realtà, dicendole che Eros ci ha provato con lui), oltre al fatto che è colpa sua se Martina è andata in Canada e che per poco lei non si è tolta la vita. Vanessa è disgustata dal fatto che il suo migliore amico non abbia fatto altro che mentirle, e decide di cancellarlo dalla sua vita.
Vittorio rivela a Nice che Emma e Viola sono sue nipoti; all'inizio la donna ha un atteggiamento prevenuto nei confronti di Olly, dando per scontato che voglia spillarle dei soldi, ma il figlio le spiega che intende provvedere alle bambine ed è disposto a trovarsi un lavoro, per quanto umile sia. Nice riconosce di non provare simpatia per Olly, tuttavia comprende che è una persona onesta, dato che in tutti questi anni non le ha mai chiesto del denaro. Per questo motivo, la mette in guardia, consigliandole di non fidarsi di Vittorio, mentre invece Olly ritenga che valga la pena dargli una seconda possibilità. 
Eros è nei guai perché ha un debito di 2 000 euro con Vera, la quale gli propone di azzerare il debito portando della droga dalla Slovenia; Eros ritira la droga, ma non se la sente di consegnargliela, quindi va da suo nonno per prendere la sua pistola, e Primo intuisce subito che suo nipote è nei guai. Emma e Viola accudiscono Francesco dato che si è fatto male al ginocchio cadendo dalla moto, e gli prendono delle medicine; gli confidano di avere dubbi sulla sincerità di Vittorio, il quale dà l'impressione di volerle forzare a prenderlo in simpatia come se nascondesse un secondo fine. Viola avverte dei dolori, si chiude in bagno e scopre che le sono venute le mestruazioni; Francesco è un po' imbarazzato, ma aiuta Emma a trovare gli assorbenti per la sorella. Quando le due sorelle gli chiedono se c'è la possibilità che lui e Olly possano riconciliarsi, lui non riesce a dare una risposta e le abbraccia.
Nice confessa al figlio di aver fatto delle indagini sulla sua vita, e di essere al corrente che deve dei soldi a della brutta gente: gli presterà il denaro che gli serve a patto che faccia uno sforzo per diventare un uomo migliore. Olly incontra Nice, la quale le spiega che suo figlio partirà per Londra così che possa ripagare il debito contratto, ma che poi tornerà a Caselonghe; inoltre le racconta che dodici anni prima, quando lui partì per Londra, si pagò un biglietto in last minute rubando i soldi dalla carta di credito di suo padre, e così Olly intuisce che Vittorio le ha mentito dato che le aveva detto che il biglietto per Londra lo aveva comprato già da un mese. La cosa strana è che Nice aveva trovato la sua camera da letto tutta in disordine, poiché a quanto pare aveva preparato la sua valigia di tutta fretta come se stesse partendo verso l'Inghilterra per scappare da qualcosa. Olly raggiunge Vittorio e lo costringe a dirle la verità: lui aveva sempre saputo che Emma e Viola sono le sue figlie, ed era sempre stato a conoscenza del fatto che Olly era incinta, infatti quando era uscito dall'armadio della camera da letto di Olly per evitare di farsi trovare da Primo, aveva visto il test di gravidanza; scrisse quel biglietto d'addio sapendo che Olly non gli avrebbe impedito di andarsene, poi lasciò Caselonghe non volendo assumersi la responsabilità di diventare padre. Olly capisce che il suo scopo è solo quello di scroccare dei soldi a Nice, facendo finta di voler riconoscere Emma e Viola come le sue figlie solo perché rappresenta il modo più sicuro per farsi dare del denaro da sua madre, facendosi prestare 50.000 sterline sebbene il debito sia di sole 20 000 (infatti, oltre ai soldi per ripagare i suoi creditori, ne voleva altri per mantenersi); inoltre raggiunta Londra, non tornerà più a Caselonghe. Vittorio però desidera stare insieme a Olly e le propone di scappare con lui, mentre Emma e Viola resteranno a Caselonghe e Nice si prenderà cura di loro; Olly ne rimane disgustata e decide di chiudere definitivamente con lui, il quale le chiede di non fare parola con sua madre delle sue reali intenzioni, con la promessa che le darà parte del denaro che sua madre gli presterà, ma Olly racconta a Nice tutta la verità.

Olivia "Olly" Mazzuccato (Valentina Bellè) nella scena finale dell'ultimo episodio.

Eros spiega a Vera di aver buttato la droga nel fiume e tira fuori la pistola, ma lo scagnozzo della criminale lo disarma buttando la pistola per terra e picchiandolo; per fortuna arriva Nadia (prontamente avvertita da Primo), che raccoglie la pistola, spara al piede del criminale e scappa via insieme al figlio, tornando a casa insieme. Eros si riconcilia con Olly rivelandole di essere gay. Olly va a casa di Francesco scusandosi con lui, ma Francesco non ha voglia di parlarci né tanto meno di farla entrare in casa sua però, dato che è tutta bagnata (visto che Eros le aveva tirato addosso una secchiata d'acqua) le dà un asciugamano, facendo intendere che forse un giorno la perdonerà. Nice telefona a Olly dicendole che vuole far parte della vita delle gemelle, sentendo di avere dei doveri nei confronti delle sue nipoti, e diversamente da Vittorio non intende ignorare le sue responsabilità. Eros in realtà non aveva buttato via la droga, ha deciso di tenersela per sé nascondendola nella sua camera da letto.
Passano sei mesi: Olly torna a casa mentre Emma e Viola sono al mare con Nice, Nadia ed Eros, poi accende la radio e ascolta Vittorio suonare la canzone che Olly gli aveva fatto sentire al pub, ma riarrangiata e diventata una hit. Benché Vittorio non meriti il suo successo, Olly è comunque felice per lui visto che finalmente è diventato un musicista affermato.
- Ascolti: telespettatori 1 621 000 – share 8,39%[8].